# Alexandr Kokorin
Alexandr Alexandrovič Kokorin (rusky Александр Александрович Кокорин; * 19. března 1991 Valujki) je ruský profesionální fotbalista, který hraje na pozici útočníka za kyperský klub Aris Limassol FC, kde je na hostování z Fiorentiny. Mezi lety 2011 a 2017 odehrál také 48 utkání v dresu ruské reprezentace, v nichž vstřelil 12 branek.
Se Zenitem Petrohrad vyhrál v sezóně 2015/16 ruský fotbalový pohár.
V říjnu 2018 byl zatčen kvůli obvinění z napadení. Dne 8. května 2019 byl odsouzen k trestu odnětí svobody na 1 rok a 6 měsíců, ale v září 2019 byl předčasně propuštěn z vězení. Celkem strávil ve vězení téměř 1 rok.

## Reprezentační kariéra
Nastupoval za ruské mládežnické reprezentace včetně týmu do 21 let.
V A-mužstvu Ruska debutoval 11. 11. 2011 v přátelském utkání v Pireu proti reprezentaci Řecka (remíza 1:1). Zúčastnil se EURA 2012 v Polsku a na Ukrajině a MS 2014 v Brazílii.

### EURO 2012
Na EURU 2012 v Polsku a na Ukrajině odehrál jeden ze tří zápasů ruského týmu v základní skupině A (první proti České republice, výhra 4:1). Rusku unikl postup do čtvrtfinále.

### MS 2014
Italský trenér Ruska Fabio Capello jej vzal na Mistrovství světa 2014 v Brazílii. V prvním zápase základní skupině H proti Jižní Koreji branku nevstřelil, zápas skončil remízou 1:1. Ve druhém utkání proti Belgii (porážka 0:1) také neskóroval. V posledním zápase proti Alžírsku se již gólově prosadil, nicméně konečná remíza 1:1 posunula do osmifinále Alžírsko.

### EURO 2016
Trenér Leonid Sluckij jej zařadil do závěrečné 23členné nominace na EURO 2016 ve Francii, kde Rusko obsadilo se ziskem jediného bodu poslední čtvrté místo v základní skupině B. Kokorin odehrál na turnaji všechny tři zápasy svého týmu ve skupině B.